# UTC+3
UTC + 3:00 ou Horário de Moscovo ou MSK - Moscow Time é o fuso horário onde o horário local é contado a partir de mais três horas do horário do Meridiano de Greenwich. 
Longitude ao meio: 45º 00' 00" L
Este fuso horário é usado por:
- Arábia Saudita
- Bahrein
- Bielorrússia
- Israel
- Comores
- Djibuti
- Eritreia
- Etiópia
- Iraque
- Jordânia
- Quênia
- Kuwait
- Madagáscar[1]
- Mayotte
- Catar
- Rússia
  - Zona 2: Moscou / Moscovo [2]
- Síria
- Somália
- Tanzânia
- Turquia
- Uganda
- Iêmen
- África do Sul

Mapa contendo as variações de tempo de acordo com a longitude, com a UTC+3:00 em destaque (laranja)

  - Somente Ilhas do Príncipe Eduardo[1]